# Künstlerische Rezeption und Adaption von Tausendundeine Nacht

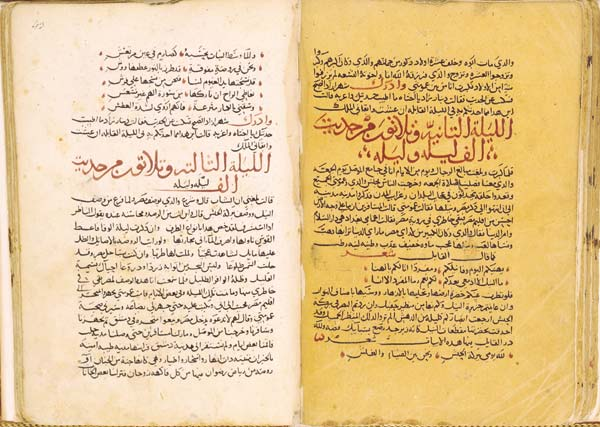
Galland-Handschrift, älteste erhaltene Handschrift von Tausendundeine Nacht.

Die Geschichten aus Tausendundeiner Nacht erfuhren eine breite Resonanz in künstlerischer Rezeption und Adaption wie Literatur, Film, Musik, Theater (→ Hauptartikel zum literarischen Werk Tausendundeine Nacht, sowie → Tausendundeine Nacht – Liste der Geschichten).

## Literatur

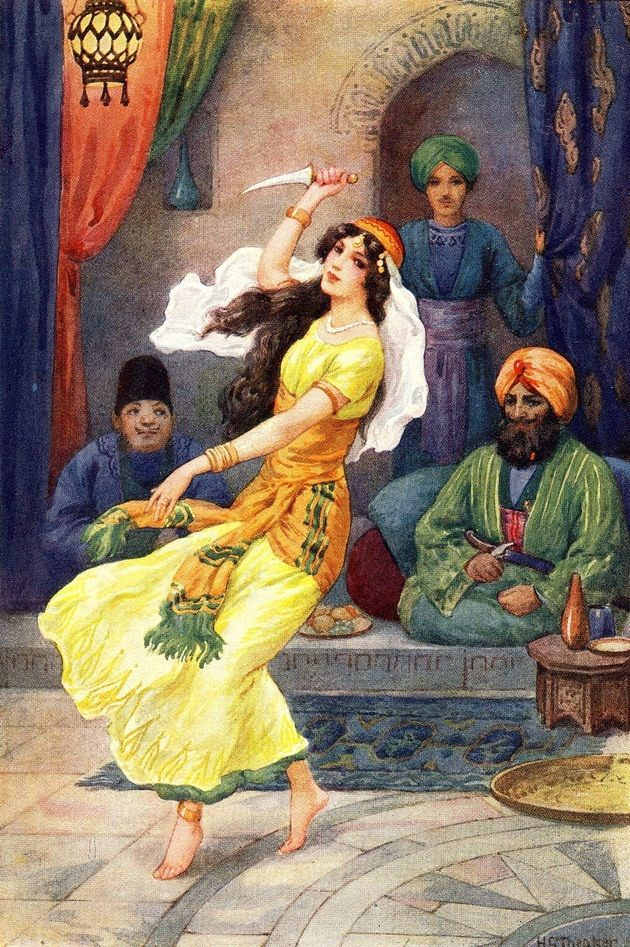
Mardschana, die eigentliche Helden-Figur aus der bekannten Geschichte Ali Baba und die vierzig Räuber

### Fiktionale Literatur
Diverse Schriftsteller verfassten Fortsetzungen oder sich mehr oder minder stark anlehnende Erzählungen, darunter:
- 1842: Théophile Gautier: La Mille et Deuxième Nuit (Erzählung, 1842; dt. „Die tausendundzweite Nacht“)
- 1845: Edgar Allan Poe: The Thousand-and-Second Tale of Scheherazade (Kurzgeschichte, 1845; dt. „Die tausendundzweite Nacht der Scheherazade“)[1]
- 1850: Jules Verne: La Mille et Deuxième Nuit (Opéra-comique, um 1850)[2]
- 1895: Hugo von Hofmannsthal: Das Märchen der 672. Nacht (Erzählung, 1895)
- 1933: Franz Hessel: Der Lastträger von Bagdad (Erzählung, 1933)
- 1939: Joseph Roth: Die Geschichte von der 1002. Nacht (Roman, 1939)
- 1982: Nagib Mahfuz: Die Nacht der Tausend Nächte (Roman 1982)
- 1985: Klaus Kordon: Die tausendundzweite Nacht und der Tag danach (Kinderbuch, 1985)

## Film

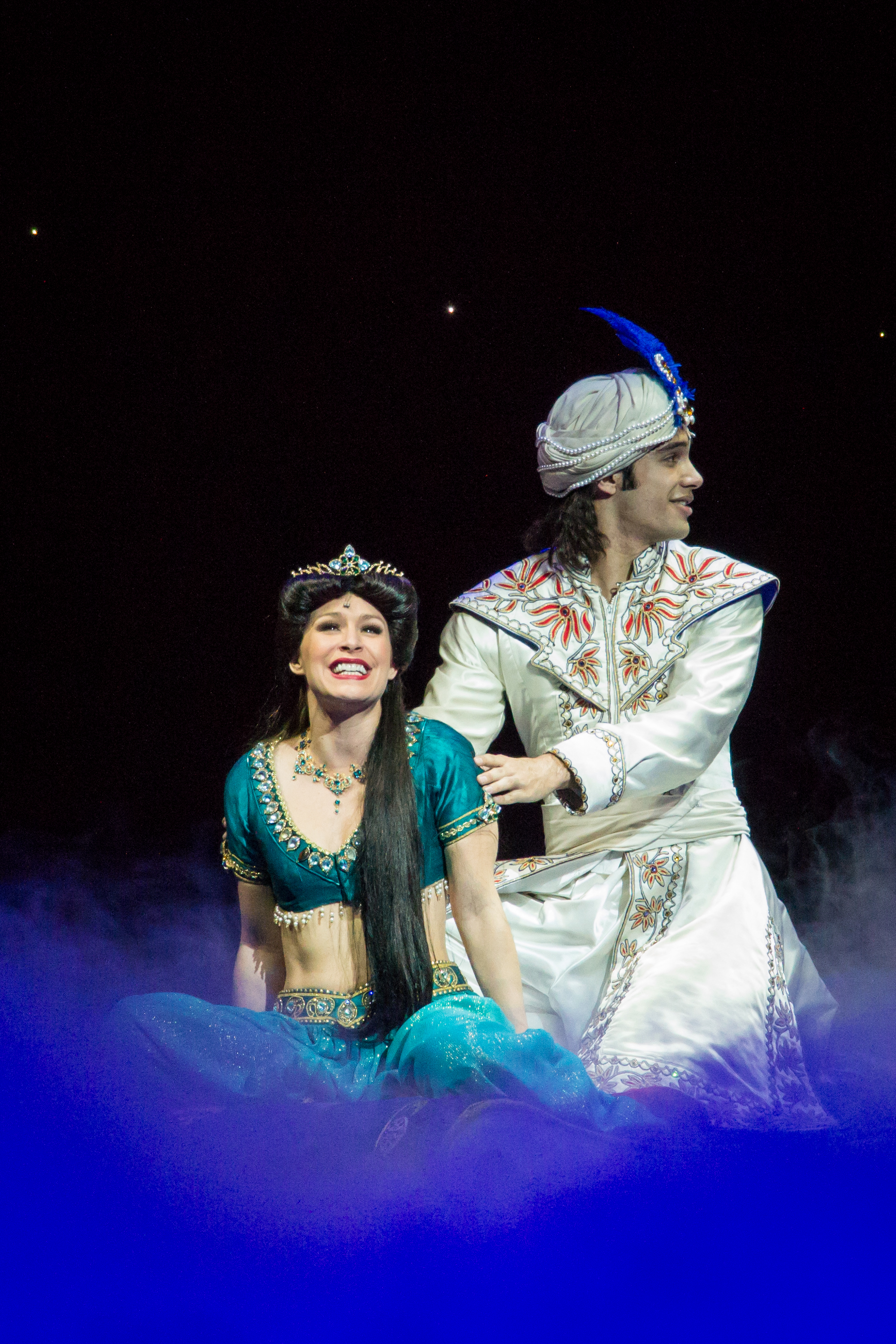
Moderne Rezeption der Geschichte von Aladin und die Wunderlampe, hier als Musical der Disney-Verfilmung von 1992.

- Moderne Rezeption der Geschichte von Aladin und die Wunderlampe, hier als Musical der Disney-Verfilmung von 1992.1926: Der Silhouetten-Film Die Abenteuer des Prinzen Achmed von Lotte Reiniger (1926) basiert auf den Geschichten aus Tausendundeine Nacht.
- 1942: Arabische Nächte, US-amerikanischer Spielfilm nach Motiven aus Tausendundeine Nacht mit María Montez als Scherazade und Jon Hall als Kalif Harun al-Raschid.
- 1945: Der Film 1001 Nacht aus dem Jahr 1945 basiert auf Aladin und die Wunderlampe[3]
- 1961: Aladins Abenteuer, italienischer Spielfilm
- 1966: Aladins Wunderlampe (1966), sowjetischer Spielfilm
- 1968: Tausend und eine Nacht (1968) Abenteuerkomödie, I/E Original-Titel: Sharaz
- 1969: Aladin und die Wunderlampe, französischer Zeichentrickfilm
- 1974: Erotische Geschichten aus 1001 Nacht, italienischer Spielfilm von Pier Paolo Pasolini. Die Haupthandlung folgt der Geschichte Die Sklavin Sumurrud und Alischar (ANE 82)
- 1986: Aladdin, italienisch-französischer Spielfilm
- 1992: Aladdin, Disney-Zeichentrickfilm, nach Motiven aus der Geschichte Aladin und die Wunderlampe (ANE 346).
- 2000: Arabian Nights – Abenteuer aus 1001 Nacht, Fernsehfilm, basierend auf der Hauptgeschichte um Scheherazade. mit Mili Avital in der Hauptrolle. Unter anderem werden die Geschichten von Ali Baba und die vierzig Räuber (ANE 353) und Aladin und die Wunderlampe (ANE 346) erzählt.
- 2007: Ali Baba und die 40 Räuber, französischer Spielfilm, basierend auf der literarischen Vorlage von Ali Baba und die vierzig Räuber (ANE 353).
- 2012: 1001 Nacht (2012), zweiteiliger Spielfilm, produziert in Italien, Frankreich, Spanien, Deutschland
- Miguel Gomez adaptiert die Geschichte in seiner Trilogie „1001 Nacht“ (2016) in die Teile „Volume 1: Der Ruhelose“, „Volume 2: Der Verzweifelte“ und „Volume 3: Der Entzückte“ (As Mil e Uma Noites: O Inquieto, O Desolado und O Encantado)
- 2017: Meschok bes dna, der Titel des russischen Spielfilms von Rustam Chamdamow geht auf den Titel des Tausendundeine Nacht-Märchens Der wunderbare Reisesack zurück.[4]

## Hörspiel und Podcast
- 2001: Helma Sanders-Brahms: Tausendundeine Nacht. 1. bis 14. Nacht. Mit Eva Mattes, Dieter Mann, Ulrich Matthes u. a. Musik: Günter „Baby“ Sommer. Regie: Robert Matejka (1–12) und Helma Sanders-Brahms (13–14). Produktion: RIAS (später: DLR Berlin), 1993–2001. (CD-Ausgabe: Der Hörverlag, 2005, ISBN 3-89940-647-8; ausgezeichnet mit dem Corine-Hörbuchpreis 2005.)
- 2002: Helma Sanders-Brahms: Tausendundeine Nacht. 15. bis 17. Nacht. Regie: Helma Sanders-Brahms. Produktion: DLR Berlin, 2002.
- 2025: Deutschlandfunk: 1001 Nacht – Podcast.[5]

## Musik- und Musiktheater

### Ballett
- 1001 Notsch (1001 ночь). Ballett von Fikrət Əmirov (Uraufführung: 1979 in Baku)[6]
- 1001 Nacht, Ballett von Mark McClain, Mitarbeit Martine Reyn (Uraufführung 26. Oktober 2024 Landestheater Coburg); Musik u. a. Scheherazade von Nikolai Rimski-Korsakow[7]

### Musical
- Scheherazade, Musical von Vlastimil Hála (Musik) und Vratislav Blažek (Text), UA Hradec Králové (Königgrätz), 1967.

### Oper
- Der Kalif von Bagdad, Komische Oper von François-Adrien Boieldieu (Musik) und Claude Godard d'Aucour de Saint-Just (Text), UA Paris 16. September 1800
- Abu Hassan, Komische Oper von Carl Maria von Weber (Musik) und Franz Carl Hiemer (Text), UA München, 4. Juni 1811
- Aladin oder Die Wunderlampe, Oper von Nicolas Isouard (Musik) und Charles Guillaume Étienne (Text), UA Paris, 6. Februar 1822
- Ali Baba oder Die vierzig Räuber, Oper von Luigi Cherubini (Musik) und Eugène Scribe und Anne Honoré Joseph Duveyrier, gen. Mélesville (Text), Verwendung der Musik der nicht aufgeführten Oper Koukourgi, UA Paris, 22. Juli 1833
- Der Barbier von Bagdad, Komische Oper von Peter Cornelius (Musik und Text), UA Weimar, 15. Dezember 1858
- Ali Baba, Oper von Giovanni Bottesini (Musik), UA London, 1871
- Aladdin, Oper von Christian Frederik Hornemann (Musik) und Benjamin Johan Feddersen (Text), UA Kopenhagen, 1888
- Sindbad, Oper von Frederick Shepherd Converse (Musik), UA 1913
- Scheherazade, Oper von Bernhard Sekles (Musik) und Gerdt von Bassewitz (Text), UA Mannheim, 2. November 1917
- Helle Nächte. Oper von Helmut Krausser (Text) und Moritz Eggert (Musik), UA München, Münchener Biennale 1997
- alf laila wa laila. Opernfestival von sirene Operntheater mit 12 Kurzopern nach Erzählungen aus 1001 Nacht; Kristine Tornquist (Text) und Akos Banlaky, René Clemencic, François-Pierre Descamps, Jury Everhartz, Lukas Haselböck, Paul Koutnik, Matthias Kranebitter, Kurt Schwertsik, Willi Spuller, Oliver Weber, Robert M Wildling (Musik), UA Wien, Expedithalle der ehem. Ankerfabrik 2011
- Ali Baba und die 40 Räuber, Kinderoper von Taner Akyol (Musik) und Cetin Ipekkaya und Marietta Rohrer-Ipekkaya (Text), UA Berlin, 28. Oktober 2012

### Operette
- Indigo und die vierzig Räuber, Operette von Johann Strauss (Sohn) (Musik), UA Wien, 10. Februar 1871
- Tausend und eine Nacht, Operette von Johann Strauss (Sohn) (Musik) und Leo Stein und Karl Lindau (Text), Neufassung von „Indigo und die vierzig Räuber“ durch Ernst Reiterer, UA Wien, 27. Oktober 1907

### Sinfonie
- Scheherazade, Sinfonische Dichtung von Nikolai Rimski-Korsakow, 1888

## Theater
- ErotiKomische Geschichten aus 1001 Nacht, Theaterstück der Markus Zohner Theater Compagnie mit Patrizia Barbuiani und Markus Zohner
- Tausendundeine Nacht, Schauspiel von Barbara Hass mit Musik von Nikolai Rimski-Korsakow für Kinder ab fünf Jahren (Theater für Kinder, Hamburg)